# Roberto Cingolani
Roberto Cingolani (né le 23 décembre 1961) est un physicien et universitaire italien qui occupe le poste de ministre de la Transition écologique dans le gouvernement du président du Conseil Mario Draghi de 2021 à 2022,,.
De 2019 à 2021, il est responsable de la technologie et de l'innovation chez Leonardo Sp et avant cela, il est directeur scientifique de l'Istituto Italiano di Tecnologia de Gênes de 2005 à 2019.

## Biographie
Roberto Cingolani passe son enfance à Bari où il est diplômé de l'université de Bari en 1985 avec un diplôme en physique. Il y obtient son doctorat en novembre 1988 et son doctorat à la Scuola Normale Superiore de Pise en 1990.
Il se décrit comme un humaniste. En 2019, il déclare à Forbes : « Mieux vaut une vie passée dans l'humilité des études que dans l'arrogance de devenir riche et fort. Une société du savoir est plus susceptible de créer de bonnes personnes. Ils vont d'une société animale non sapiens à une société sapiens, capable de comprendre ce qui se passe et d'évaluer que chaque action a une conséquence. Pas seulement un principe physique, avant tout un principe éthique ».

## Carrière

### Carrière académique
De 1988 à 1991, Roberto Cingolani est membre du personnel de l'Institut Max Planck de Stuttgart, en Allemagne, sous la direction du lauréat du prix Nobel Klaus von Klitzing. Il prévoyait de déménager définitivement au Japon pour travailler à l'université de Tokyo, mais retourne en Italie en raison de la mort de son père.
De 1991 à 1999, il est d'abord chercheur puis professeur agrégé de physique générale au Département des sciences des matériaux de l'université du Salento (alors appelée université de Lecce). Entre 1997 et 2000, il est professeur invité à l'université de Tokyo, puis à l'université du Commonwealth de Virginie aux États-Unis. De 2000 à 2005, il retourne à l'université du Salento, où il est professeur de physique générale à la Faculté d'ingénierie. Là, il fonde et dirige le Laboratoire national des nanotechnologies à Lecce,.
En 2001, Roberto Cingolani travaille comme expert pour le parquet de Rome, donnant des avis d'experts sur les affaires Marta Russo et Unabomber.
De 2005 à 2009, il est directeur scientifique de l'Institut italien de technologie (IIT) à Gênes. En décembre 2015, il reçoit le Rome Science Prize « pour avoir créé, avec l'Institut italien de technologie, un centre de recherche de pointe d'une grande importance nationale et internationale, combinant des compétences extraordinaires en analyse scientifique et en coordination organisationnelle et en rectitude administrative ». En 2016, il travaille à la naissance de la Technopole humaine à Milan, le projet d'une citadelle des sciences de la vie.

### Carrière dans le secteur privé
Le 27 juin 2019, Roberto Cingolani est nommé directeur de la technologie et de l'innovation de la société du secteur de la défense et de l'aérospatiale Leonardo Sp, devenant opérationnel à partir du 1er septembre 2019,.

### Carrière politique
Le 13 février 2021, Roberto Cingolani est nommé ministre de la Transition écologique dans le cabinet Draghi. À son poste, il reprend les questions énergétiques précédemment partagées avec d'autres ministères et les combinent avec le portefeuille environnement.

## Prises de position
En septembre 2021, Roberto Cingolani déclare à propos des réacteurs nucléaires de quatrième génération : « Des pays sont en train d'investir sur cette technologie. Elle n'est pas encore mature, mais elle le sera bientôt. Si, à un certain moment, on est assuré que les déchets radioactifs seront peu nombreux, la sécurité élevée et les coûts bas, ce serait une folie de ne pas l'envisager ».

## Autres activités
- Ferrari, membre non exécutif du conseil d'administration (–2021)[8]
- Illy, membre du conseil d'administration (2019-2021)[9]